# 埃爾邁拉海茨 (紐約州)
埃爾邁拉海茨（英語：Elmira Heights）是位於美國紐約州希芒縣的村。

## 人口
根據2020年美國人口普查的數據，埃爾邁拉海茨的面積為2.97平方千米，皆為陸地。當地共有人口3916人，而人口密度為每平方千米1,319人。